# Legio II Flavia Virtutis

Motivo distintivo degli scudi della Secunda Flavia Virtutis, come riportato dalla Notitia dignitatum.

La Legio II Flavia Virtutis ("[legione] flavia del valore militare") fu una legione romana comitatense, organizzata dall'imperatore romano Costanzo II (337-361), assieme alla I Flavia Pacis e alla III Flavia Salutis.
Secondo quanto riportato da Ammiano Marcellino (Res Gestae xx.7.1), nel 360 la II Flavia Virtutis si trovava di stanza a Bezabde assieme alle legioni II Armeniaca and II Parthica, quando il re sasanide Sapore II assediò e conquistò la città, uccidendo molti tra gli abitanti.
Secondo la  Notitia dignitatum (in partibus Occidentis, vii), all'inizio del V secolo la legione comitantense dei Secundani (molto probabilmente la II Flavia Virtutis) erano a disposizione del comes Africae.